# Gerhard Gaude
Gerhard Gaude (* 26. Januar 1925 in Buckow; † 14. September 2011) war ein deutscher Politiker und Funktionär der DDR-Blockpartei DBD sowie Inoffizieller Mitarbeiter des Ministeriums für Staatssicherheit. Er war Vorsitzender des DBD-Bezirksvorstandes Leipzig und Mitglied des Bezirkstags Leipzig.

## Leben
Gaude, von Beruf Landarbeiter, beantragte am 2. Januar 1943 die Aufnahme in die NSDAP und wurde zum 20. April desselben Jahres aufgenommen (Mitgliedsnummer 9.431.521). Nach dem Zweiten Weltkrieg wurde er in die Sowjetische Besatzungszone umgesiedelt. Er trat 1950 in die DBD ein und wurde stellvertretender Leiter der Kaderabteilung im Parteivorstand der DBD. Ab September 1959 war er unter dem Decknamen „Robert“ als Inoffizieller Mitarbeiter (IM) für die Außenstelle Leipzig des Ministeriums für Staatssicherheit (MfS) tätig. Von 1963 bis 1972 fungierte er als Sekretär bzw. stellvertretender Vorsitzender des DBD-Bezirksvorstandes Leipzig. Ein Studium der Agrarwissenschaften schloss er als Diplom-Agrarökonom ab. Gaude war von 1968 bis 1990 Mitglied des Parteivorstandes der DBD. Von 1971 bis 1990 gehörte er als Abgeordneter dem Bezirkstag Leipzig an. Von März 1972 bis 1990 war er als Nachfolger von Helmut Merke Vorsitzender des DBD-Bezirksvorstandes Leipzig. Gleichzeitig war er stellvertretender Vorsitzender des DSF-Bezirksvorstandes.
Gaude starb im Alter von 86 Jahren und wurde auf dem Friedhof in Wurzen beigesetzt.

## Auszeichnungen
- 1968 Vaterländischer Verdienstorden in Bronze und 1985 in Gold